# アサシン クリード ブラッドライン
『アサシン クリード ブラッドライン』（Assassin's Creed: Bloodlines）は、ユービーアイソフトモントリオールスタジオ製作の、PlayStation Portable用ステルスゲーム。

## 概要
他のアサシン クリードシリーズと同様に、フリーランニングと呼ばれるスポーツを基にした自由度の高いアクションが導入されている。ストーリーとしては実質的な『アサシン クリード』の続編にあたるが、本シリーズのメインストーリーとは必ずしも一致しない点もあるため、パラレルワールド型のスピンオフ作品としても捉えられる。PS3版『アサシン クリード II』との連動要素が盛り込まれている。

### 本編との相違点
前作に当たる『アサシン クリード』とは以下のような相違がある。
- アサシンクリードで登場したデズモンド・マイルズなどの人物は登場せず、アニムス（アニムス1.0）の描写があるのみとなっている。
- ターゲットを暗殺するパートが、ボスキャラクターとの戦いというスタイルに変更され、一撃での暗殺は不可能となった。
- ゲーム内で入手したポイントでシンクロ率（いわゆるHP）や武器の携帯数などを向上させられる、アップグレードとよばれるシステムが導入された。
- 使用した投げナイフ等が拾って再利用できるようになった。
- ビューポイントでシンクロしなくてもマップが表示される。ただしオプショナルミッションはシンクロしないと表示されない。
- その他各種アクションが省略（スリ、乗馬など）。

## ストーリー
聖地でのテンプル騎士団との戦いから数ヵ月後。暗殺教団の長となったアルタイルは、新総長アルマン・ブシャールの下再結集したテンプル騎士団の残党を追い、キプロス島へ向かった。秘宝を手に入れようと動くテンプル騎士団。彼は、テンプル騎士団の支配に抵抗するレジスタンスらと協力し、再びテンプル騎士団との戦いに身を投じることとなった。

## 登場人物
アルタイル・イブン・ラ・アハド（Altaïr）
声 - 小西克幸
本作の主人公。若くして教団の師範にまで上りつめた優秀なアサシン。前作で、父とまで慕ったアル・ムアリムの裏切りを見破り、彼を打ち倒した後、暗殺教団の長となった。エデンの果実を常時携帯し守っている。キプロス島の戦いの後にマリアと共に東に行ったことが示唆される。アサシンブレードと呼ばれる特殊な刺突用の小刀（左腕の手首に鞘がついており、小指に付けられたリングを引っ張ることでリングと鞘をつなぐ紐が引かれ刃が飛び出す仕組み。アサシン達はこれの飛び出しが妨げられないよう皆一様に左手薬指が欠損している）と剣、ショートブレード、投げナイフで武装している。顔はカナダケベック州の男性タレントのフランシスコ・ラミレスをモデルとしている。

### テンプル騎士団
マリア（Maria）
アルタイルが最初に対峙するボスキャラクター。前作のアサシンクリードで、ロベール・ド・サブレの影武者を務めた女性。サブレの後ろ盾を失って後は、騎士団内での地位が危うくなっていた。アルタイルに敗れた後は捕虜として行動を共にするが、そのうち騎士団に裏切り者扱いされ、最後にはアルタイルと共闘する羽目に。本編ではキプロス島の戦いの後アルタイルと共に東に行ったことが示唆され終わるが、後にアルタイルとの間に子を儲ける。使用している武器は「マリアの長剣」。
赤のフリードリッヒ
リマソールの管区長。リマソール城で兵をきたえている。キプロス島の住人を見下しているようである。使用している武器は「赤のフリードリッヒのハンマー」。
ブル
キレニアの管区長。本名はモロフ。騎士団のお題目を本気で信じているせいか、キプロス島の土着の信仰を忌み嫌っている。使用している武器は「ブルのこん棒」。
巫女
千里眼の能力を持つ巫女。自らの力でレジスタンスの隠れ家を見つけ出し報告し、テンプル騎士団に協力していた。番兵を殺害するほどの凶暴さ故に地下牢に幽閉されている。使用している武器は「狂いし聖女のボーンダガー」。
シャリムとシャハール
ブルの息子で双子。弟がシャリムで兄がシャハール。どちらかが虐げどちらかが慈悲深い。酷い場合には不細工というだけで暴力を振るうほどである。使用している武器は「双子のレイピア」。
アルマン・ブシャール
ロベール・ド・サブレの後釜として騎士団の総長に就任した人物。騎士団は10年以前からキプロス島にある保管庫を守ってきたが、アルタイルがキレニアに寄っている間に保管庫を移設させた。移設先は不明、そもそも保管庫にあった秘宝も不明。アルタイルに対し「貴様とて最後には我らと同じ結論にたどり着く」と断言し絶命する。使用している武器は「アルマン・ブシャールの剣」。

### 抵抗組織
アレクサンデル
リマソールの抵抗組織の幹部。リマソールに来たアルタイルを支援する。
マルコス
キレニアの抵抗組織の一員。組織には入って間もなく下っ端らしいが、キレニアに来たアルタイルを支援する。
バルナバス
キレニアの抵抗組織の幹部。実はバルナバスはアルタイルが来る前に騎士団により処刑され偽者に摩り替わっている。